# 角宿增八
室女座76，又名BD-09 3711，HD 117818、SAO 139401、HR 5100，是室女座的一颗恒星，视星等为5.21，位于銀經319.44，銀緯51.37，其B1900.0坐标为赤經13h 27m 41.9s，赤緯-9° 51.37′ 59″。